# Steve Biko FC
Der Steve Biko Football Club ist ein Fußballverein aus Bakau im westafrikanischen Staat Gambia, einem Ort nahe der Hauptstadt Banjul. Der nach dem südafrikanischen Bürgerrechtler Steve Biko benannte Verein spielte in der höchsten Liga im gambischen Fußball in der GFA League First Division und stieg nach der Saison 2007 in die GFA League Second Division ab. Die Meisterschaft wurde noch nie gewonnen.
Zum CAF Cup 2002 hatte man sich qualifiziert, die Teilnahme aber abgelehnt.
Steve Biko FC wurde 1978 gegründet und startete zunächst in der dritten Liga. Der Aufstieg in die zweite erfolgte 1983 und 1989 spielte man zum ersten Mal in der ersten Liga.

## Erfolge
- 2000: Pokalgewinn im GFA-Cup
- 2013: Meisterschaft in der GFA League First Division

## Bekannte Spieler
- Abdou Jammeh (* 1986) (Gambischer Nationalspieler)
- Mustapha Jarju (* 1986) (Gambischer Nationalspieler)
- Assan Jatta (* 1984) (Gambischer Nationalspieler)
- Ousman Koli (* 1988) (Gambischer Nationalspieler)
- Ebrima Sohna (* 1988) (Gambischer Nationalspieler)
- Demba Sanyang (* 1987) (Gambischer Nationalspieler)
- Lamin Samateh (* 1992) (Gambischer Nationalspieler)

## Statistik in den CAF-Wettbewerben
| Wettbewerb                    | Runde         | Gegner        | Hinspiel | Rückspiel |  |
| ----------------------------- | ------------- | ------------- | -------- | --------- |  |
|                               |               |               |          |           |  |
| African Cup Winners’ Cup 2001 | 1. Runde      | CR Béni-Thour | 1:0 (H)  | 0:2 (A)   |  |
| CAF Champions League 2014     | Qualifikation | ES Sétif      | not      | played    |  |

- 2014: Der Verein zog seine Mannschaft nach der Auslosung zurück.